# Larentia adonis
Larentia adonis är en fjärilsart som beskrevs av Hudson 1928. Larentia adonis ingår i släktet Larentia och familjen mätare. Inga underarter finns listade i Catalogue of Life.